# Madison Cox
Pour les articles homonymes, voir Cox.
Madison Cox est un paysagiste américain, né le 23 septembre 1958 à San Francisco. Il est créateur de jardins aux États-Unis, en Europe et en Afrique du Nord, successivement responsable du jardin Majorelle à Marrakech, directeur des musées Saint Laurent de Paris et de Marrakech, et président de la fondation Pierre-Bergé - Yves-Saint-Laurent depuis la mort de son époux Pierre Bergé en septembre 2017.

## Biographie

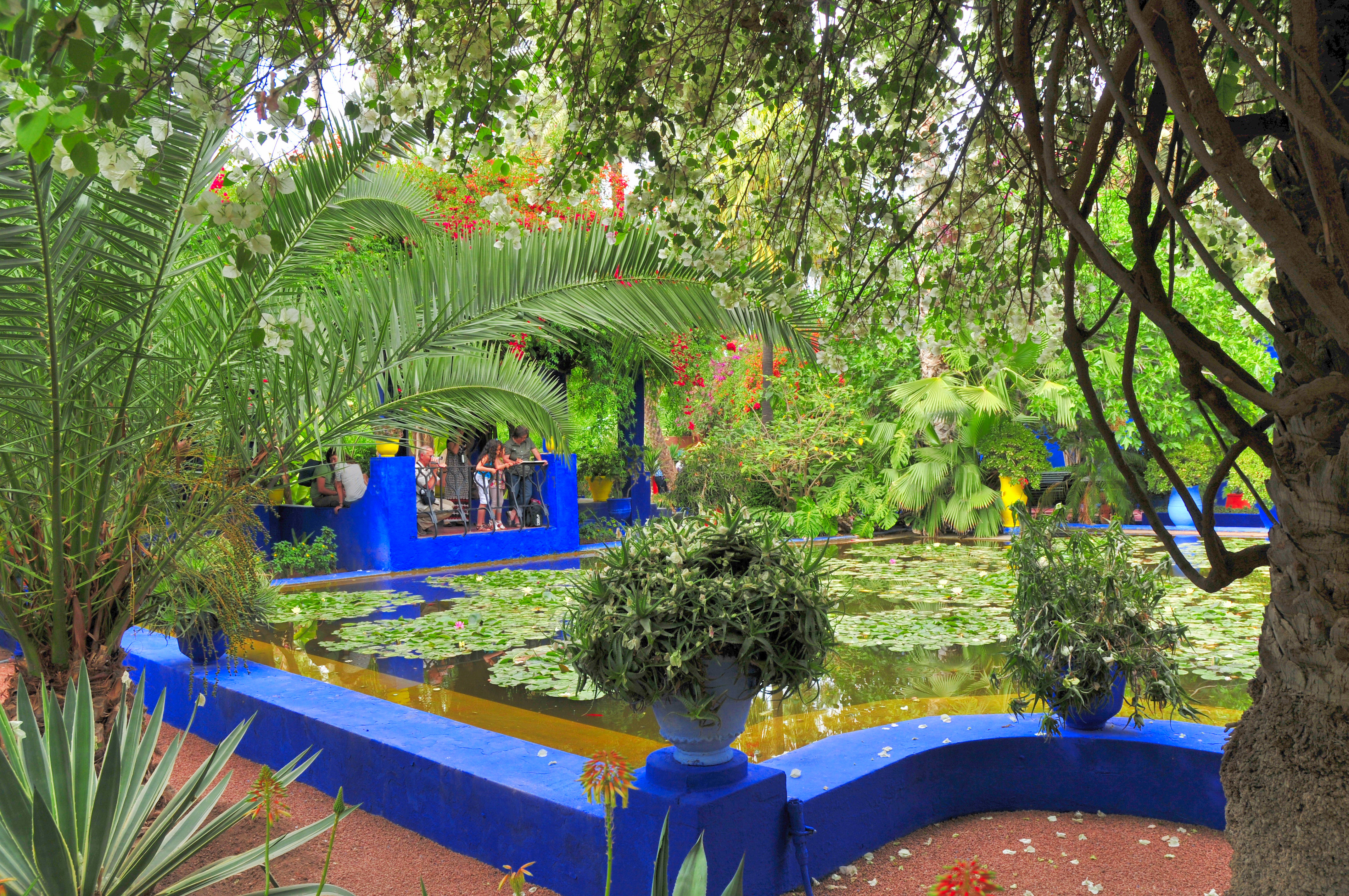
Le jardin Majorelle.

Madison Cox est le fils d'un capitaine, originaire de Bellingham (Washington), et petit-fils d'un amiral. Né à San Francisco, il s'établit à Paris en 1978 pour étudier le paysagisme. C'est là qu'il rencontre Yves Saint Laurent et Pierre Bergé. Le couturier, qui traverse alors une période auto-destructive, l'écarte en 1987 et Madison Cox se consacre alors pleinement à son métier. Il est le premier Américain admis à l'Exposition florale de Chelsea.
À la fois historien de l'art des jardins et expert en botanique, il se situe dans la lignée de Russell Page (1906-1985).
Il est l'un des concepteurs des Jardins du Nouveau Monde, en 1986, au château de Blérancourt, avant de créer un jardin expérimental pour l'Exposition florale de Chelsea à Londres. Madison Cox travaille ensuite pour des hôtels tels que le Delano à Miami, le Gramercy Park à New York ou le Sanderson à Londres ainsi qu'au jardin Majorelle, ce qui lui vaut les éloges de Claude Lalanne. Il acquiert dès lors une renommée internationale et les médias le surnomment le « jardinier des milliardaires » tout en notant qu'il ne recherche pas la publicité.
Parmi ses clients, il est possible de citer Anne Bass (il a notamment sélectionné 140 variétés de roses pour son jardin), Michael Bloomberg, Marella Agnelli (pour sa villa Aïn Kassimou à Marrakech, dont le jardin passe désormais pour être le plus beau du monde), Henry Kravis, Sting ou encore Jennifer Bartlett (pour un jardin sur les toits à New York).
Madison Cox est également l'auteur d'un programme d'initiation au jardinage pour des enfants défavorisés à Bombay.
Le 31 mars 2017, il épouse à Benerville son compagnon depuis huit ans, Pierre Bergé,.
Après la mort de ce dernier, il devient président de la fondation Pierre-Bergé - Yves-Saint-Laurent. Il réorganise la fondation et règle des problèmes de succession mais s'attire des critiques[réf. souhaitée]. L'argent récolté par la vente du mas Théo de Saint-Rémy-de-Provence, de l'appartement de la rue Bonaparte et les œuvres d'art de Pierre Bergé doit directement abonder les fonds de la fondation. En 2019, il mène une réflexion sur l'agencement du Musée Yves Saint Laurent de Paris afin d'en améliorer la circulation[pertinence contestée]. Les archives doivent ainsi être déplacées dans un lieu de stockage plus adapté et la surface d'exposition doit être agrandie[pertinence contestée]. Dans le jardin Majorelle de Marrakech, il envisage aussi d'ouvrir au public le jardin de la villa Oasis et de transformer la villa Dar es Saada en centre de documentation, alors que la villa Léon l'Africain de Tanger doit devenir un centre culturel.

## Publications
- Jardins privés de Paris, Albin Michel, 1989
- Erica Lennard, Jardins d'artistes, textes de Madison Cox, édition Aveline, 1993
- Pierre Bergé et Madison Cox, Majorelle, une oasis marocaine, Actes Sud, 1999  (ISBN 978-2-7427-2430-7)
- Jardins de jardiniers (collectif), Phaidon, 2015  (ISBN 9780714870403)